# Зиссермановский
Зиссермановский — хутор в Тбилисском районе Краснодарского края.
Входит в состав Марьинского сельского поселения.
Население — около 235 жителей (2008).

## География

### Улицы
- ул. Верхняя,
- ул. Зелёная,
- ул. Красная,
- ул. Сибирская.

## Население
| 2002 | 2010 |
| ---- | ---- |
| 247  | ↘246 |